# Le Diable au corps (opéra-bouffe)
Pour l’article homonyme, voir Le Diable au corps.
Le Diable au corps est un opéra-bouffe en trois actes composé par Romualdo Marenco sur un livret de Ernest Blum et Paul Toché joué pour la première fois à Paris le 19 décembre 1884 aux Bouffes Parisiens.
La pièce est jouée 13 fois consécutives à Paris sans guère de succès.

## Distribution lors de la création à Paris
| Rôles                                           | Voix  | Distribution lors de la première |
| ----------------------------------------------- | ----- | -------------------------------- |
| Œgidius Birrenberg, bourgmestre                 |       | M. Maugé                         |
| Bertha, femme d'Œgidius                         |       | Mlle Deval                       |
| Franz, ouvrier horloger                         | Ténor | M. Piccaluga                     |
| Griff, domestique                               |       | M. Germain                       |
| Eric de Hohenstoffen, grand-duc                 |       | M. Mesmaker                      |
| Josas, tambourinaire                            |       | M. Desmonts                      |
| Dorothée, sœur de lait de Bertha                |       | Mme Vernon                       |
| Petrus, aubergiste                              |       | M. Guerchet                      |
| Nathaniel, Kraff, Muller, Melchior, Hans        |       |                                  |
| Cunégonde, Christine, Marche, Marguerite, Loïse |       |                                  |

## Synopsis
L'action se déroule à Nuremberg, vers la fin du XVIe siècle.
D’après une légende locale, toute nouvelle mariée qui, à neuf heures précises, le soir de sa noce, n’a pas trempé son pied dans le lac, est, pendant les huit premiers jours de son mariage, en proie au « diable au corps ».
Le bourgmestre Œgidius, fabriquant d’automates, profite d’un voyage du jeune Frantz pour lui ravir la main de sa fiancée, la jolie Bertha, qu’il épouse le jour même. Mais il a compté sans le retour de Frantz, qui, en sa qualité d’apprenti horloger, s’entend à déranger toutes les pendules de Nuremberg. Bertha a manqué l’heure fatale : elle a le diable au corps ! C’est en vain qu’Œgidius la mettra sous clef : le diable l’enlève. Le diable n’est autre que Frantz, avec qui Bertha fuit jusqu’au moment où, grâce au divorce en vigueur à Nuremberg, les amoureux pourront convoler.

## Numéros

### Acte I
- Introduction et chœur : "Quand un bourgmestre se marie"
- Chœur des compagnons : "C’est fin les courses folles"
- Couplets de Frantz : "Si vous voyez passer le soir"
- Sortie : "Nous rapportons de la route"
- Marche de l’épousaille : "Pour le festin qui s’apprête"
- Légende : "Les filles de notre cité"
- Sortie : "Pour le festin qui s’apprête"
- Duo (Bertha, Frantz) "Bertha ! Ce qu’on m’a dit là-bas"
- Couplets (Eric) : "Quoi ! Le jour où tu te maries"
- Couplets (Eric) : "C’est un oubli des convenances"
- Final

### Acte II
- Entracte
- Introduction et ronde : "Ouvrons l’oreille, ouvrons les yeux"
- Sortie des femmes
- Couplets de Bertha : "Je sais fort bien que le Diable"
- Duo (Dorothé et Griff) : "Vos arguments sont pleins d’adresse"
- Chœur des commis : "Nous sommes les petits commis"
- Couplets de Frantz : "Voyez vous c’t’éducation-là"
- Sortie : "Nous sommes les petits commis"
- Duo (Bertha et Frantz) : "Ah ! ne regrette pas ces mots"
- Musique de scène : "Tintamarre de jouets"
- Monceau d’ensemble : "C’est une poupée"
- Ensemble : "Bonsoir, dormez bien"
- Final : "Quel est ce bruit sauvage"

### Acte III
- Entracte
- Le tambourineur : "C’est Josas le tambourineur"
- Duo (Bertha et Frantz) : Sont-ils partis
- Couplets (Frantz)  O ma chérie aux lèvres rose
- Musique de scène
- Couplets (Œgidius) : "D’un horloger sans pudeur et sans foi"
- Musique de scène
- Couplets (Eric) : "Avec une femme ordinaire"
- Couplets (Bertha) : "Je savais bien quelque chose"
- Final : "Allons, parlez sans réticence"

## Critiques
La critique de l’œuvre est très mauvaise. "Le livret est simple, un peu trop simple. La musique est plate, vraiment trop plate." Et l’interprétation est également jugée durement. La pièce disparait de l'affiche en moins d'un mois.